# Wu You
Wu You (吳優T, 吴优S, Wú YōuP; Jinzhou, 27 marzo 1984) è una canottiera cinese, vincitrice della medaglia d'argento nel 2 senza alle Olimpiadi di Pechino 2008.

## Palmarès
- Olimpiadi

Pechino 2008: argento nel 2 senza.